# Maison de la Reine (France)
Pour les articles homonymes, voir Maison de la Reine.
La maison de la Reine est une administration domestique existant en France sous l'Ancien Régime puis la Restauration. Elle comporte presque autant de personnel que la Maison du roi. 
La maison de la Reine au château de Versailles n'a pas existé en continu, disparaissant, faute de reine, entre la mort de Marie-Thérèse d'Autriche en 1683 et l'avènement de Marie Leszczynska en 1725, au début du règne de Louis XV. À la suite de la dissolution de la chambre, certains personnels servent ensuite la dauphine Marie Antoinette. La Maison de la Reine était placée sous l’autorité d'une Surintendante et était dissoute à la mort de la reine. Madame de Lamballe est la dernière personne à avoir assuré l'office de surintendante, jusqu'à la Révolution française qui met fin à la monarchie.
La Maison de la Reine comporte à l'époque de la reine Marie de Médicis,,,, le personnel suivant :

## Service des Dames
- Première dame d'honneur
- Dame d'atours
- Dames du palais
- Gouvernante des filles et damoiselles
- Filles et damoiselles (une dizaine portent une sorte d'uniforme)
- Première femme de Chambre
- Femmes de chambre
- Naines
- Lingères
- Femmes pour servir les filles

## Service de Dieu
- Grand aumônier (toujours un évêque)
- Premier aumônier
- Aumônier ordinaire
- Aumôniers par quartier (servant par quartier : 3 mois)
- Autres aumôniers sans gages
- Confesseur ordinaire
- Confesseur du commun
- Prédicateur
- Chapelain ordinaire
- Chapelains
- Clercs de chapelle
- Sommiers de chapelle

## Service de l'Hôtel
- Chevalier d'honneur (accompagne la Reine en tous lieux)
- Premier maître d'hôtel (Chef du personnel)
- Gentilshommes servants (préparent la table, le couvert ; font escorte à la Reine) :
  - Écuyer Panetiers
  - Écuyer Échansons
  - Écuyer Tranchants
- Autre gentilhomme
- Premier écuyer d'écurie (de sang noble, commande tous le personnel)
- Écuyer ordinaire
- Écuyers d'écurie

## Service du Conseil
- Chancelier de la reine (pour les problèmes juridiques, Garde des Sceaux, préside le Conseil)
- Surintendant et Général des Finances
- Gens de Conseil
- Procureur général
- Avocat général
- Contrôleur général (chef de la comptabilité)
- Solliciteur (demande une faveur, une place, une grâce pour quelqu'un)
- Solliciteur de la Chambre des Comptes
- Huissier du Conseil
- Rapporteur en la Chambre des Comptes
- Maîtres des Requêtes
- Secrétaire des Finances et Commandements
- Secrétaires ordinaires

## Service de la Chambre
- Huissiers de la Chambre
- Huissiers de l'Antichambre
- Premier valet de Chambre
- Valets de Chambre
- Portemanteau
- Nains

## Service de Garderobe
- Maître de Garderobe
- Premier Valet de Garderobe
- Valets de Garderobe
- Tailleurs

## Service des Soins
- Premier médecin
- Médecin ordinaire
- Médecins (servant en quartier)
- Apothicaires
- Chirurgiens
- Barbiers du commun
- Contrôleur général
- Clercs d'offices
- Huissiers de salle

## Service de Bouche
- Sommeliers de Paneterie Bouche
  - Aides
- Sommier du linge
- Conducteur de la haquenée
- Sommeliers d'Echansonnerie Bouche
  - Aides
- Sommiers

## Service du Commun
- Sommeliers de Paneterie Commun
  - Aides
- Sommier de Vaisselle
- Boulangers
- Sommeliers d'Echansonnerie Commun
  - Aides
- Sommiers

## Service de Cuisine Bouche
- Écuyers
- Queux (entrées)
- Potagers
- Hasteurs (cuisson des viandes grillées et rôtis)
- Enfants de cuisine
- Galopin (ballait et nettoie)
- Porteurs (eau et le charbon)
- Huissiers
- Gardevaisselle (qui baillera caution et sera tenu de la vaisselle qui se perdra).
- Sommiers Ordinaires (tournent les broches)

## Service de Cuisine Commun
- Écuyers
- Queux
- Potagers
- Hasteux (cuisson des viandes grillées et rôtis)
- Enfants de cuisine
- Galopins(balaient et nettoient)
- Porteurs (eau et le charbon)
- Huissiers
- Gardevaisselle (qui baillera caution et sera tenu de la vaisselle qui se perdra)
- Sommiers ordinaires
- Patissiers
- Verduriers
- Serts d'Eau
- Chefs de Fruiterie
  - Aides
- Sommier
- Chefs de Fourrière
  - Aides

## Service des Filles
- Maréchaux de Salle des Filles
- Huissier de Salle des Filles
- Valets des Filles

## Autres Services
- Pourvoyeur de Boucherie et Poissonnerie
- Menuisier
- Portestable
- Tapissiers
- Maréchaux des Logis
- Fourriers du Corps
- Fourriers ordinaires
- Portiers
- Huissiers du Bureau
- Portefaix
- Lavandières
- Gens de Métiers
- Chapelain de Saint-Roch
- Contrôleur des Bâtiments
- Trésorier général